# تشارلز غرايسون (كاتب)
تشارلز غرايسون (بالإنجليزية: Charles Grayson)‏ هو كاتب سيناريو أمريكي، ولد في 15 أغسطس 1903 في لوس أنجلوس في الولايات المتحدة، وتوفي في 4 مايو 1973.

## وصلات خارجية
- تشارلز غرايسون على موقع IMDb (الإنجليزية)
- تشارلز غرايسون على موقع قاعدة بيانات الفيلم (الإنجليزية)